# ازدواج همجنس در آیووا
ازدواج همجنس‌ها در ایالت آیووا از ۳ آوریل ۲۰۰۹ و با تصمیم دیوان عالی آیووا قانونی و امکان ازدواج برای زوج‌ها از ۲۴ آوریل همان سال فراهم شد. ایالت آیووا پس از ماساچوست و کنتیکت سومین ایالت آمریکا می‌باشد که ازدواج همجنس‌ها در آن قانونی شده است. 